# Szprudowo (gromada)
Szprudowo (od 1 I 1958 Gniew) – dawna gromada, czyli najmniejsza jednostka podziału terytorialnego Polskiej Rzeczypospolitej Ludowej w latach 1954–1972.
Gromady, z gromadzkimi radami narodowymi (GRN) jako organami władzy najniższego stopnia na wsi, funkcjonowały od reformy reorganizującej administrację wiejską przeprowadzonej jesienią 1954 do momentu ich zniesienia z dniem 1 stycznia 1973, tym samym wypierając organizację gminną w latach 1954–1972.
Gromadę Szprudowo z siedzibą GRN w Szprudowie utworzono – jako jedną z 8759 gromad na obszarze Polski – w powiecie tczewskim w woj. gdańskim na mocy uchwały nr 25/III/54 WRN w Gdańsku z dnia 5 października 1954. W skład jednostki weszły obszary dotychczasowych gromad Szprudowo, Kursztyn, Ciepłe i Polskie Gronowo ze zniesionej gminy Gniew w tymże powiecie. Dla gromady ustalono 15 członków gromadzkiej rady narodowej.
1 stycznia 1958 gromadę Szprudowo zniesiono przez przeniesienie siedziby GRN ze Szprudowa do miasta Gniew i zmianę nazwy jednostki na gromada Gniew.